# Pierre Descartes
Pour les articles homonymes, voir Descartes (homonymie).
Pierre Descartes (né le 19 octobre 1591 à La Haye, aujourd’hui Descartes, Indre-et-Loire - mort en avril 1660 à Saumur), sieur ou seigneur de La Bretallière, fut un conseiller au Parlement de Bretagne (à partir du 10 avril 1618).

## Biographie
Il est le deuxième enfant de Joachim Descartes (lui-même conseiller au Parlement de Bretagne ) et Jeanne Brochard (fille d'un lieutenant-général du roi à Poitiers), et le frère aîné de René Descartes. Marié le 26 septembre 1624 Marguerite Chohan, dame de Kerleau en Elven (nièce d'un conseiller au Parlement), il en eut six enfants :
- Anne (née le 21 novembre 1625, baptisée le 29 décembre), religieuse au Carmel de Vannes
- Joachim III (1627-1700), conseiller au Parlement en 1648 à la suite de son père (qui racheta une autre charge pour lui-même en 1650).
- Pierre, sieur de Montdidier (baptisé le 22 janvier 1628)
- Françoise (née le 14 ou le 22 février 1629, baptisée le 29 septembre 1631), religieuse aux Ursulines de Ploërmel
- Marie-Magdeleine (baptisée le 29 avril 1636), épouse d'un gentilhomme breton, François du Pérenno
- la poétesse Catherine Descartes (baptisée le 30 décembre 1637 - 1706).

La branche de la famille Descartes issue de lui (notamment par Joachim III) est dite « Descartes de Kerleau » (par opposition à la branche « Descartes de Chavagne » issue de son demi-frère Joachim II). Les deux branches ont été représentées au Parlement de Bretagne pendant plus d'un siècle. 